# Roberto Cañedo
Roberto Cañedo Ramirez (Guadalajara, 30 marzo 1918 – Città del Messico, 16 giugno 1998) è stato un attore messicano.

## Biografia
Dopo aver praticato diversi lavori, nel 1936 si trasferisce nella capitale messicana dove lavora in un ristorante frequentato da gente del cinema con la quale entra in amicizia. Nel 1938 inizia a lavorare nel cinema come comparsa o ballerino, in una decina di anni partecipa a ben 138 film.
Lavora anche in teatro ma il grande successo arriva con la radio a metà degli anni quaranta.
Nel 1949 il regista Emilio Fernández gli offre il ruolo di protagonista nel film Dimenticati da Dio alla quale seguirono molte altre pellicole di grande successo diventando uno dei più importanti attori dell'epoca d'oro del cinema messicano. Fu uno dei primi grandi artisti a lavorare per la nascente televisione messicana.
Si sposò due volte e in ogni matrimonio nacquero tre figli.
Morì a 80 anni a causa di un infarto.

## Filmografia parziale
- Feudalismo messicano (Maclovia) regia di Emilio Fernández (1948)
- Dimenticati da Dio (Pueblerina), regia di Emilio Fernández (1949)
- La malquerida, colei che non si deve amare (La malquerida), regia di Emilio Fernández (1949)
- La Casa Chica, regia di Roberto Gavaldón (1950)
- Delitto e castigo (Crimen y castigo), regia di Fernando de Fuentes (1951)
- La danzatrice del Messico (Mujeres sacrificadas), regia di Alberto Gout (1952)
- La rosa blanca regia di Emilio Fernández (1954)
- Yo no creo en los hombres regia di Juan José Ortega (1955)
- La fuerza de los humilde regia di Miguel Morayta (1955)
- L'isola che scotta (La fièvre monte à el Pao), regia di Luis Buñuel (1959)
- El ataud infernal regia di Fernando Fernández (1962)
- Anch'io ho diritto di nascere (El derecho de nacer), regia di Tito Davison (1966)
- Addio ragazza negra (Rosas blanca para mi hermana negra), regia di Abel Salazar (1970)

## Premi e riconoscimenti
Premio Ariel
- - 1950 - Miglior attore protagonista per Dimenticati da Dio
  - 1950 - Candidato al Miglior attore protagonista per Delitto e castigo